# Menhir d’en Llach

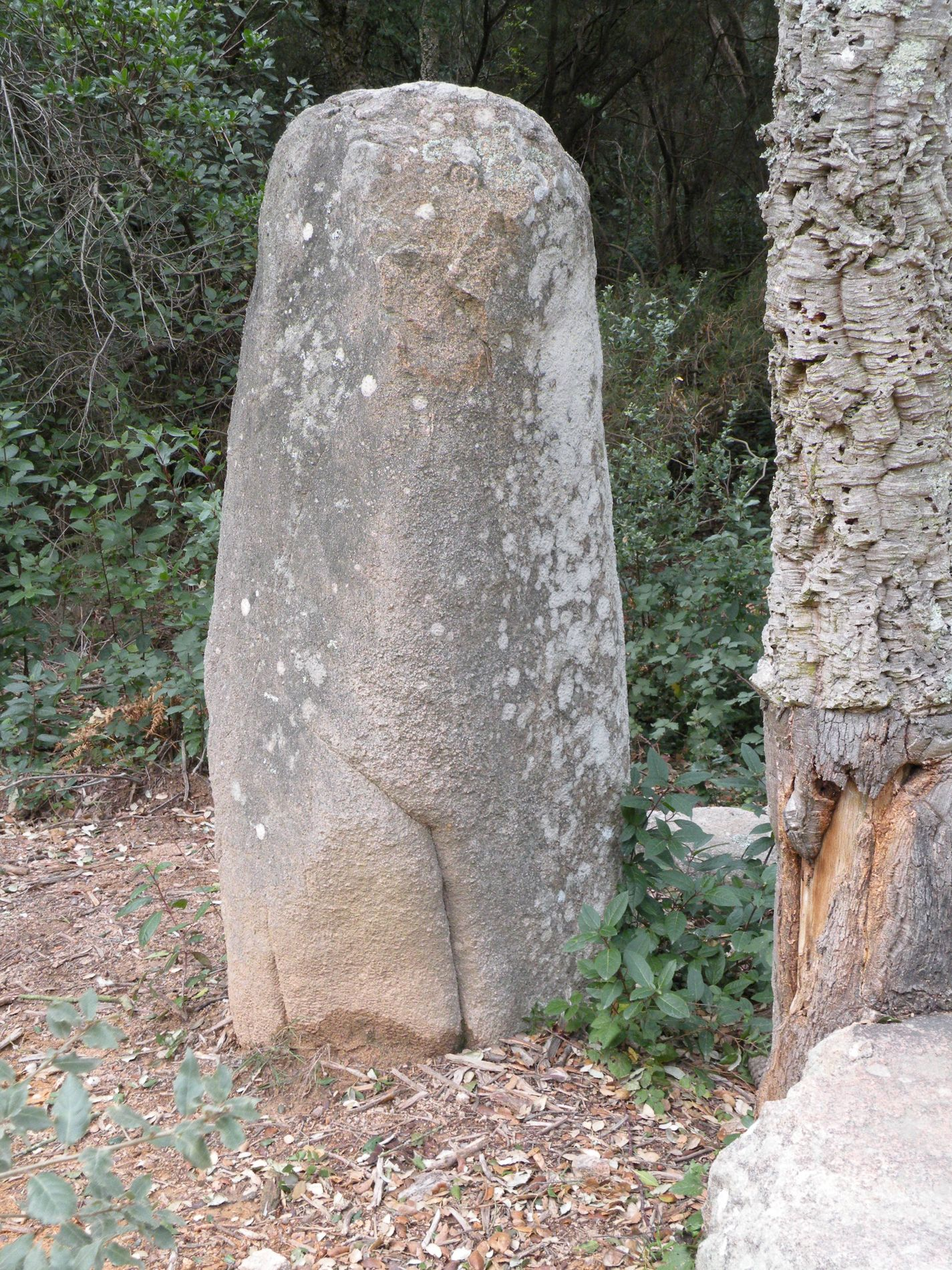
Menhir d'en Llach

Der Menhir d’en Llach ist ein Menhir in der Gemeinde Llagostera in Katalonien in Spanien.
Der Menhir liegt am Hang des Puig de les Cadiretes auf einer Höhe von 478 Meter über dem Meer. Er besteht aus rosa-schwarzem Granit und hat eine Breite von 74 cm und eine Höhe von 265 cm. Auf der Oberseite befindet sich eine Gravur in Form eines Mäanders. Der Menhir stammt aus der Jungsteinzeit zwischen 3500 und 1800 v. Chr.